# Афгано-турецький договір (1921)
Афгано-турецький договір «Про союз» — угода між незалежним Еміратом Афганістаном та Османською імперією підписана 1 березня 1921 року у Москві.
Договір оформив союзні відносини двох держав, містив визнання Османською імперією повної незалежності Афганістану, зобов'язання про взаємну допомогу у разі нападу на одну із сторін будь-якої імперіалістичної держави, передбачав надання Османською імперією допомоги Афганістану у навчанні національних кадрів, обмін посольствами. Термін дії договору не  був обумовлений.